# François Duilhé de Saint-Projet
Marc Antoine Marie François Duilhé de Saint-Projet (Tolosa, 15 luglio 1822 – Tolosa, 15 maggio 1897) è stato un presbitero e poeta francese Nel  1859 fu nominato canonico onorario del capitolo della cattedrale di Tolosa. Nel 1894 divenne rettore dell'Institut Catholique de Toulouse.

## Biografia
Entrato nel seminario maggiore nel 1841, fu ordinato sacerdote nel settembre 1846 e gli fu subito offerta la cattedra di retorica al seminario minore di Esquille, a Tolosa. Ciò coronava il suo sogno. In seguito, vi fondò la cattedra di filosofia. 
L'Académie des jeux floraux lo encomiò in qualità di poeta e nel 1857 lo nominò manutentore, dopoché ebbe scritto un elogio di Joseph de Maistre. 
Nel 1860 difese la sua tesi di filosofia presso la Facoltà teologica cattolica dell'Università di Parigi, scrivendo una dissertazione dottorale intitolata Des études religieuses en France depuis le dix-septième siècle jusqu'à nos jours, ou Essai sur les causes qui ont produit dans les temps modernes la splendeur et la décadence des sciences théologiques (Sugli studi religiosi in Francia dal XVII secolo fino ai giorni nostri, ovvero saggi sulle cause che hanno prodotto nei tempi moderni lo splendore e la decadenza delle scienze teologiche). Nel 1859 lasciò la cattedra e fu nominato canonico onorario del capitolo della cattedrale di Tolosa.
Dal 1861 al 1866 pubblicò La Revue de l'année. Nel 1869 inaugurò il suo capolavoro, vale a dire le conferenze apologetiche sull'armonia tra scienza e fede cristiana, che riscuotono un grande successo nella cappella Mac-Carthy di Dalbade. Nel 1870 partecipò eroicamente al soccorso dei feriti della guerra del 1870. Nel 1875 fu nominato segretario generale del Comitato organizzativo dell'Università Cattolica di Tolosa. Rappresentò tale comitato il 30 settembre 1877, quando i vescovi del sud-ovest fondarono l'Institut Catholique de Toulouse, dove insegnò apologetica e, nel 1879, fu nominato preside della Facoltà di Lettere. Nel 1885 pubblicò il suo best seller intitolato Apologie scientifique de la foi chrétienne (Apologia scientifica della fede cristiana), che fu ristampato più volte fino al 1921. Nel 1895, con Maurice d'Hulst, rettore dell'Institut Catholique de Paris, collaborò ai congressi internazionali della scienza cattolica. Nel 1894 fu nominato rettore dell'Institut Catholique de Toulouse. Dopo una malattia che gli procurò terribili sofferenze, disse più volte, nei momenti di estremo dolore, "Ho pregato Dio di chiamarmi a Lui", concludendo: "Una lunga e crudele agonia mi prepara a una morte consolante. Sia benedetto il santo nome di Dio".

## Pubblicazioni
- Éloge de M. Théron de Montaugé, Société d'agriculture de la Haute-Garonne, Toulouse, 1876 (lire en ligne)
- Apologie scientifique de la foi chrétienne, Toulouse/Paris, 1885